# Pleurozia purpurea
Pleurozia purpurea ist ein Moos aus der Familie der Pleuroziaceae.

## Beschreibung
Die Pflanze ist braunrot, länglich und segmentiert, von fast wurmartiger Gestalt.
Man kennt von der Art keine geschlechtlichen Fortpflanzungsorgane, sie breitet sich also möglicherweise nur noch über vegetative Vermehrung aus. Sie bildet allerdings auch keine Brutkörper aus.
Zusammen mit Colura zoophaga ist Pleurozia purpurea das bisher einzige Moos, bei dem Zoophagie, also das Einfangen und Gefangenhalten von Tieren, nachgewiesen wurde. Dabei handelt es sich um Einzeller, ebenso aber auch um größere mehrzellige Tiere wie Fadenwürmer oder Ruderfußkrebse, die von den reusenartig umgebildeten Unterlappen der Flankenblätter gefangen werden. Dabei scheinen zur Anlockung möglicherweise chemotaktische Mittel eingesetzt zu werden.
Ob die Tiere auch von der Pflanze verdaut werden (Karnivorie), oder ob sie sie lediglich gefangen hält, ihnen einen Lebensraum bietet und die von den Tieren ausgeschiedenen Nährstoffe sowie die Zerfallsprodukte verstorbener Tiere aufnimmt, ist bislang nicht bekannt.

## Verbreitung
Sie ist die einzige in Europa vorkommende Art der Gattung Pleurozia. Weltweit kommt sie in Schottland, Irland, Norwegen, den Färöern, in Alaska, im Himalaya und auf Guadeloupe vor. Man interpretiert diese disjunkten Vorkommen als Restvorkommen in einem ehemals größeren Verbreitungsgebiet.
Die Pflanze lebt in ozeanischem Klima, unter häufigem Regen und an hellen Standorten, auf feuchten Felsen, Schutt oder moorigen Böden, meist in Gesellschaft mit Sphagnum.